# Riksförbundet för homosexuellas, bisexuellas och transpersoners rättigheter

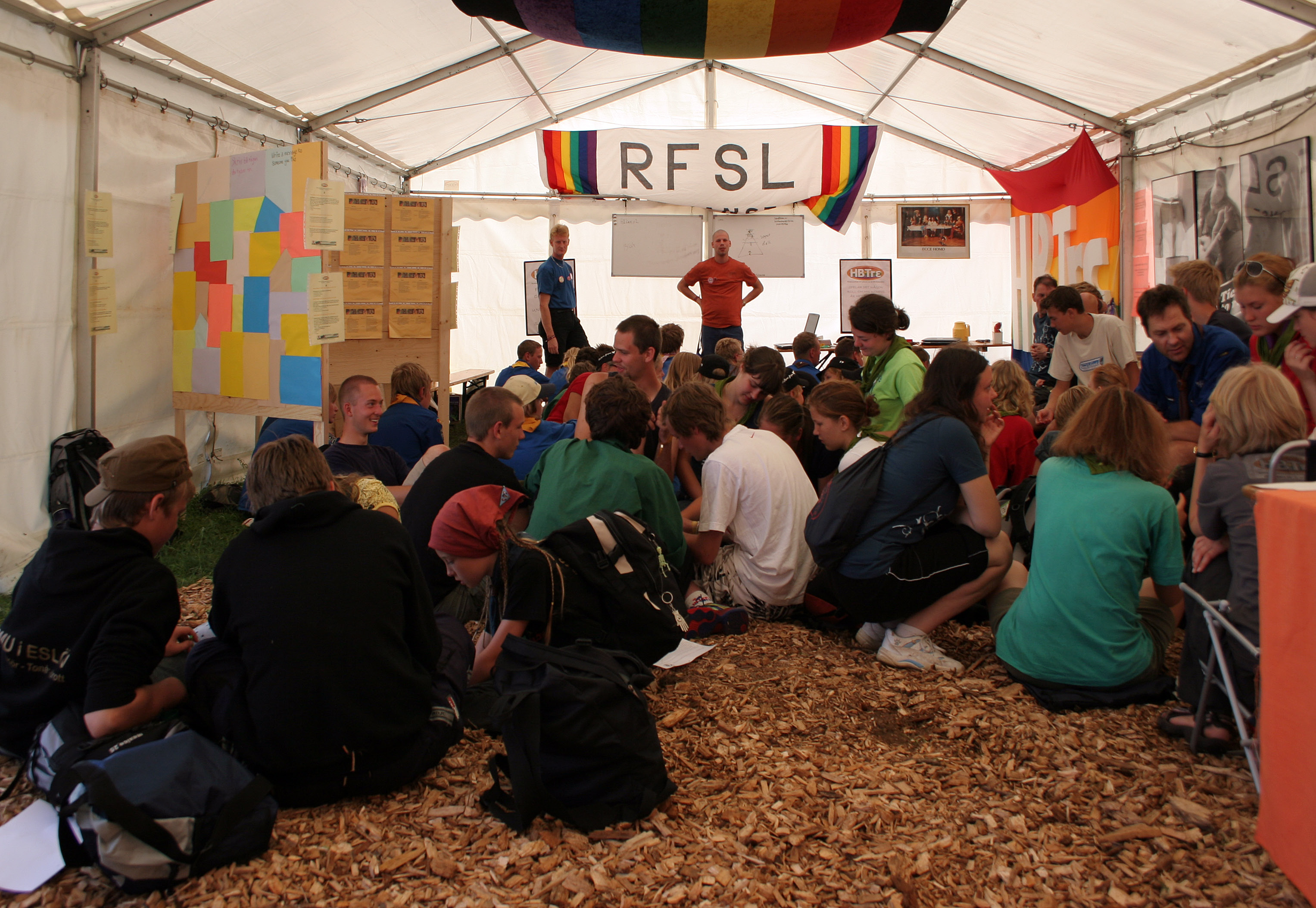
Seminarium RFSL w Rinkaby (gmina Kristianstad) podczas jamboree.

Riksförbundet för homosexuellas, bisexuellas och transpersoners rättigheter (RFSL - Riksförbundet för sexuellt likaberättigande - Ogólnokrajowy Związek Równouprawnienia Seksualnego, szw. Krajowe stowarzyszenie na rzecz praw osób homoseksualnych, biseksualnych i transgenderycznych) – szwedzka organizacja LGBT założona w 1950 roku, jedna z najstarszych organizacji tego typu na świecie. 
RFSL liczy około 4 000 członków zgrupowanych w 27 niezależnych oddziałach oraz niezależnej federacji młodzieżowej. Organizacja współpracuje z ILGA oraz innymi organizacjami LGBT z sąsiednich krajów. Jej działalność obejmuje m.in. prowadzenie centrów poradnictwa w Sztokholmie, Göteborgu i Malmö oraz wydawanie magazynu Kom Ut (Wyjdź z szafy).
W lipcu 2007 RFSL otrzymało od Rady Gospodarczej i Społecznej ONZ akredytację jako organizacja pozarządowa o oficjalnym statusie konsultanta.